# Melodi Grand Prix 2023
El Melodi Grand Prix 2023 fue la LXI edición del tradicional festival de la canción noruega. Este festival fue organizado por la Norsk Rikskringkasting sirviendo como preselección para elegir al representante noruego en el Festival de la Canción de Eurovisión 2023, que se celebrará en Liverpool, Reino Unido del 9 al 13 de mayo de 2023. La final del concurso se celebró el 4 de febrero de 2023 en el Trondheim Spektrum de Trondheim, después de tres semifinales realizadas en las semanas previas a la última ronda.
La canción ganadora y por tanto, representante de Noruega en Eurovisión, fue «Queen Of Kings» de Alessandra Mele, con un total de 233 puntos tras ser la primera opción tanto del jurado internacional, con 104 puntos, como del público, con 129.
La página web del Melodi Grand Prix 2023 es https://tv.nrk.no/serie/melodi-grand-prix-tv

## Participantes
| Artista                          | Canción (Traducción)                                 | Idioma           | Compositor(es) |
| -------------------------------- | ---------------------------------------------------- | ---------------- | --- |
| Akuvi                            | «Triumph» (Triunfo)                                  | Inglés           | Anderz Wrethov, Andreas Stone Johansson, Beatrice Akuvi Hosen Kumordzie, Konstantinos Vlastaras                     |
| Alejandro Fuentes                | «Fuego» (Fuego)                                      | Español          | Alejandro Fuentes, Chris Young, Mateo Camargo, Nermin Harambasic                                                    |
| Alessandra                       | «Queen Of Kings» (Reina de los reyes)                | Inglés, Italiano | Alessandra Mele, Henning Olerud, Linda Dale, Stanley Ferdinandez                                                    |
| Atle Pettersen                   | «Masterpiece» (Obra maestra)                         | Inglés           | Andreas Stone Johansson, Atle Pettersen, Hannah Dorothy Bristow                                                     |
| Bjørn Olav Edvardsen             | «Turn Off My Heart» (Apagar mi corazón)              | Inglés           | Bjørn Olav Edvardsen, Christian Ingebrigtsen, Henrik Thala                                                          |
| Byron Williams Jr. junto a JOWST | «Freaky For The Weekend» (Loco por el fin de semana) | Inglés           | Byron Williams Jr., Joachim With Steen                                                                              |
| Eirik Næss                       | «Wave» (Ola)                                         | Inglés           | Amalie Olsen, Eirik Næss, Viktor Ljungqvist                                                                         |
| Eline Thorp                      | «Not Meant To Be» (No se supone que sea así)         | Inglés           | Andreas Stone Johansson, Eline Thorp, Elsa Søllesvik, Jonas Holteberg Jensen                                        |
| Ella                             | «Waist» (Cintura)                                    | Inglés           | Isabell Røren Hannevig, Raphaela Antônia Souza Silva, Timothy John Adam Gosden, Tristan Henry                       |
| Elsie Bay                        | «Love You In a Dream» (Amarte en un sueño)           | Inglés           | Andreas Stone Johansson, Elsa Søllesvik, Tom Oehler                                                                 |
| JONE                             | «Ekko Inni Meg» (Un eco dentro de mí)                | Noruego          | Audun Guldbransen, Christine Ekeberg, Christopher Colin Archer, Jonas Nes Steinset, Morten Franck, Silje Blandkjenn |
| Kate Gulbrandsen                 | «Tårer i Paradis» (Lágrimas en el paraíso)           | Noruego          | Kate Gulbrandsen, Kjetil Mørland                                                                                    |
| Maria Celin                      | «Freya» (Freya)                                      | Inglés, Noruego  | Anna Timgren, Benjamin Alasu, Eirik Fjeld, Gaute Ormåsen, Sindre Timberlid Jenssen                                  |
| Rasmus Thall                     | «Tresko» (Zuecos)                                    | Noruego          | Farida Louise Bolseth Benounis, Rasmus Simon Vedvik Thallaug, Robin Alexander Vedvik Helmersen                      |
| Sandra Lyng                      | «Drøm d Bort» (Soñar)                                | Noruego          | Erlend Torheim, Ferdinann West, Kristina Blakli, Sandra Lyng                                                        |
| Skrellex                         | «Love Again» (Amar de nuevo)                         | Inglés           | Jonas Gladnikoff, Kai Thomas Ryen Larsen, Michael James Down, Primož Poglajen, Will Taylor                          |
| Stig van Eijk                    | «Someday» (Algún día)                                | Inglés           | Beate Helen Thunes, Stig van Eijk                                                                                   |
| Swing'it                         | «Prohibition» (Prohibición)                          | Inglés           | Jonah Charles Hitchens, Martin Jarl Velsin, Sam Peter Norris, Vebjørn Mamen                                         |
| Tiril Beisland                   | «Break It» (Romperlo)                                | Inglés           | Benjamin Pinkus, Emelie Hollow, Emma Steinbakken, Lars Rossnes                                                      |
| Ulrikke Brandstorp               | «Honestly» (Honestamente)                            | Inglés           | Ben Adams, Christoffer Gunnestad, Helge Moen, Jim Bergsted, Joshua Oliver, Ulrikke Brandstorp                       |
| Umami Tsunami                    | «Geronimo» (Jerónimo)                                | Inglés           | Bjørn Olav Edvardsen, Carl-Henrik Wahl, Kristian Lund, Lasse Nymann, Sindre Jenssen, Torgeir Ryssevik               |

1. ↑  Incluye una frase en noruego repetida en el coro.

## Festival

### Semifinal 1
| N.º | Artista                          | Canción                  | Resultado  |
| --- | -------------------------------- | ------------------------ | ---------- |
| 1   | Alessandra                       | «Queen Of Kings»         | Finalista  |
| 2   | Eirik Næss                       | «Wave»                   | Eliminado  |
| 3   | Rasmus Thall                     | «Tresko»                 | Eliminado  |
| 4   | Kate Gulbrandsen                 | «Tårer i Paradis»        | Eliminada  |
| 5   | Umami Tsunami                    | «Geronimo»               | Finalista  |
| 6   | Ulrikke Brandstorp               | «Honestly»               | Finalista  |
| 7   | Byron Williams Jr. junto a JOWST | «Freaky For The Weekend» | Eliminados |

### Semifinal 2
| N.º | Artista              | Canción               | Resultado |
| --- | -------------------- | --------------------- | --------- |
| 1   | JONE                 | «Ekko Inni Meg»       | Finalista |
| 2   | Sandra Lyng          | «Drøm d Bort»         | Eliminada |
| 3   | Alejandro Fuentes    | «Fuego»               | Eliminado |
| 4   | Swing'it             | «Prohibition»         | Finalista |
| 5   | Elsie Bay            | «Love You In a Dream» | Finalista |
| 6   | Ella                 | «Waist»               | Eliminada |
| 7   | Bjørn Olav Edvardsen | «Turn Off My Head»    | Eliminado |

### Semifinal 3
| N.º | Artista        | Canción           | Resultado |
| --- | -------------- | ----------------- | --------- |
| 1   | Akuvi          | «Triumph»         | Eliminada |
| 2   | Tiril Beisland | «Break It»        | Eliminada |
| 3   | Skrellex       | «Love Again»      | Finalista |
| 4   | Eline Thorp    | «Not Meant To Be» | Finalista |
| 5   | Stig van Eijk  | «Someday»         | Eliminado |
| 6   | Maria Celin    | «Freya»           | Eliminada |
| 7   | Atle Pettersen | «Masterpiece»     | Finalista |

### Final
| N.º | Artista            | Canción               | Jurado | Televoto | Lugar | Puntos |
| --- | ------------------ | --------------------- | ------ | -------- | ----- | ------ |
| 1   | JONE               | «Ekko Inni Meg»       | 40     | 30       | 5     | 70     |
| 2   | Eline Thorp        | «Not Meant To Be»     | 42     | 18       | 6     | 60     |
| 3   | Skrellex           | «Love Again»          | 14     | 40       | 7     | 54     |
| 4   | Ulrikke Brandstorp | «Honestly»            | 60     | 78       | 2     | 138    |
| 5   | Umami Tsunami      | «Geronimo»            | 19     | 30       | 9     | 49     |
| 6   | Atle Pettersen     | «Masterpiece»         | 94     | 28       | 3     | 122    |
| 7   | Swing'it           | «Prohibition»         | 8      | 43       | 8     | 51     |
| 8   | Elsie Bay          | «Love You In a Dream» | 49     | 34       | 4     | 83     |
| 9   | Alessandra Mele    | «Queen Of Kings»      | 104    | 129      | 1     | 233    |

| Votación del Jurado Internacional | Votación del Jurado Internacional | Votación del Jurado Internacional | Votación del Jurado Internacional | Votación del Jurado Internacional | Votación del Jurado Internacional | Votación del Jurado Internacional | Votación del Jurado Internacional | Votación del Jurado Internacional | Votación del Jurado Internacional | Votación del Jurado Internacional | Votación del Jurado Internacional | Votación del Jurado Internacional |
| Artista                           | Canción                           | Bandera del Reino Unido           | Bandera de Finlandia              | Bandera de Azerbaiyán             | Bandera de España                 | Bandera de Ucrania                | Bandera de República Checa        | Bandera de Francia                | Bandera de Islandia               | Bandera de los Países Bajos       | Bandera de Suecia                 | Total                             |
| --------------------------------- | --------------------------------- | --------------------------------- | --------------------------------- | --------------------------------- | --------------------------------- | --------------------------------- | --------------------------------- | --------------------------------- | --------------------------------- | --------------------------------- | --------------------------------- | --------------------------------- |
| JONE                              | «Ekko Inni Meg»                   | 8                                 | 6                                 | 0                                 | 4                                 | 4                                 | 0                                 | 4                                 | 0                                 | 6                                 | 8                                 | 40                                |
| Eline Thorp                       | «Not Meant To Be»                 | 1                                 | 1                                 | 6                                 | 6                                 | 0                                 | 12                                | 2                                 | 8                                 | 4                                 | 2                                 | 42                                |
| Skrellex                          | «Love Again»                      | 2                                 | 0                                 | 2                                 | 0                                 | 0                                 | 0                                 | 1                                 | 6                                 | 2                                 | 1                                 | 14                                |
| Ulrikke Brandstorp                | «Honestly»                        | 4                                 | 8                                 | 1                                 | 10                                | 6                                 | 8                                 | 8                                 | 1                                 | 8                                 | 6                                 | 60                                |
| Umami Tsunami                     | «Geronimo»                        | 0                                 | 10                                | 0                                 | 0                                 | 1                                 | 4                                 | 0                                 | 4                                 | 0                                 | 0                                 | 19                                |
| Atle Pettersen                    | «Masterpiece»                     | 10                                | 4                                 | 12                                | 8                                 | 10                                | 10                                | 6                                 | 12                                | 12                                | 10                                | 94                                |
| Swing'it                          | «Prohibition»                     | 0                                 | 0                                 | 4                                 | 1                                 | 2                                 | 1                                 | 0                                 | 0                                 | 0                                 | 0                                 | 8                                 |
| Elsie Bay                         | «Love You In a Dream»             | 6                                 | 2                                 | 8                                 | 2                                 | 8                                 | 6                                 | 10                                | 2                                 | 1                                 | 4                                 | 49                                |
| Alessandra Mele                   | «Queen Of Kings»                  | 12                                | 12                                | 10                                | 12                                | 12                                | 2                                 | 12                                | 10                                | 10                                | 12                                | 104                               |